# Koenig & Bauer AG
Pour les articles homonymes, voir Koenig, Bauer et KBA.
Koenig & Bauer AG (anciennement KBA de Koenig & Bauer-Albert) est un fabricant de machines à imprimer dont le siège social se situe à Wurtzbourg en Allemagne. L'entreprise fut créée par Friedrich Koenig et Andreas Friedrich Bauer en 1817, ils inventèrent tous deux la presse rapide. Selon ses propres propos, l'entreprise est le plus ancien constructeur de machines à imprimer du monde et leader du marché en impression offset grand format, en impression d'emballages et de journaux, ainsi qu'en impression sur métal. L’entreprise possède également une division spécialisée dans la production de machines destinées à l'impression de billets de banque (KBA-NotaSys), domaine dans lequel elle possède environ 90% de parts de marché. L'entreprise est cotée à la bourse allemande dans la liste SDAX.

## Historique[3]

### Start-up londonienne

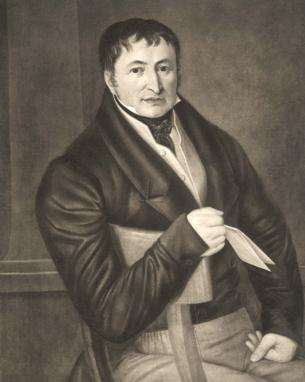
Friedrich Koenig (1774 - 1833), cofondateur de Koenig & Bauer

L’entreprise Koenig & Bauer a été fondée en 1817 par Friedrich Gottlob Koenig (1774 Eisleben – 1833) et Andreas Friedrich Bauer (1783 Stuttgart – 1860) dans un cloître à Oberzell, près de Wurtzbourg en Allemagne. Alors que Friedrich Koenig, l’imprimeur typographe, avait le sens pratique et était l’inventeur de la presse rotative, son associé Andreas Bauer qui était opticien et mécanicien de précision et avait poursuivi des études de mathématiques et de sciences appliqués apportait les connaissances théoriques nécessaires au succès de l’entreprise.  
C’est durant son apprentissage chez Breitkopf & Härtl à Leipzig et à l’égard de l’épuisement physique qu’il éprouvait lors de la conduite des presses que Friedrich Koenig se mit en tête d’inventer un moyen pour faciliter le travail des imprimeurs. Pourquoi pas avec une machine à vapeur ? Koenig concevait et construisait un premier modèle de presse à vapeur mais il n’avait pas assez d’argent pour ouvrir une fabrique. Il trouva alors un mécène en Angleterre, Thomas Bensley, qui était à l’époque un des imprimeurs de livres les plus puissants. En mars 1807 Bensley et Koenig signent un contrat car Bensley voulait construire une presse d’après les dessins et idées de Koenig. C’est dans ces années l’année que Koenig rencontre également Andreas Bauer. En décembre 1812 Koenig et Bauer présentent le premier prototype de leur presse à cylindre. Parmi les curieux qui assistèrent à cette présentation se trouvait l’éditeur du fameux magazine "The Times". John Walter. Il était tellement impressionné par la performance de cette nouvelle machine – 400 feuilles / heure – qu’il commanda tout de suite deux machines doubles. En 1814, la presse à cylindres de Friedrich Koenig imprime pour la première fois le quotidien The Times. Bien évidemment les deux Allemands voulaient vendre un maximum de machines, mais leur associé Bensley, craignant la concurrence, savaient comment les en empêcher. Koenig et Bauer quittaient alors l’Angleterre pour l’Allemagne où ils signent le 9 août 1817 l’acte de fondation de l’atelier de fabrication de presses rapides Koenig & Bauer dans un cloître à Oberzell près de Wurtzbourg. 
Les débuts d’une entreprise sont souvent difficiles. À l’époque, dans la région, il n’existe aucune infrastructure propice à la production industrielle. Pourtant, l’affaire se développe. Le Haude und Spenersche Zeitung daté du 25/01/1823 est, à Berlin, le premier journal imprimé sur une machine Koenig & Bauer sur le continent européen. D’autres titres renommés suivent en Allemagne et dans le reste de l’Europe.
En 1833, Friedrich Koenig meurt. Sa veuve Fanny Koenig et Andreas Bauer poursuivent son œuvre. De nouvelles machines sont mises au point et la centième presse est livrée dès 1838. En même temps, de jeunes ouvriers quittent l’entreprise et fondent leurs propres ateliers. Le monastère d’Oberzell devient ainsi le berceau de la construction de machines d’imprimerie en Allemagne. La période fondatrice se termine en 1860 avec la mort d’Andreas Bauer.

### Des avancées sociales en avance sur leur temps (1855 – 1873)
Les deux fils du fondateur, Wilhelm Koenig et Friedrich Koenig jr., entrent dans l’entreprise en 1849 et 1857. Wilhelm Koenig se consacre à la technique, Friedrich Koenig jr. modernise l’entreprise et introduit des innovations sociales. Après la création en 1855 de sa propre caisse d’assurance-maladie – qui existe toujours aujourd’hui ‒ l’entreprise se dote en 1865 d’une caisse d’épargne, puis, en 1868, d’un lycée professionnel qui deviendra l’actuel centre d’apprentissage de Wurtzbourg. Une école privée pour les enfants de familles pauvres ainsi qu’une caisse des veuves et des orphelins font également partie des avancées sociales pionnières. Le statut de l’entreprise de 1873 définit les droits et devoirs des ouvriers et de leurs supérieurs hiérarchiques et met en place voici plus de 140 ans l’un des premiers systèmes de cogestion sous la forme d’un comité d’entreprise.

### 1876: le début de l’ère de l’impression sur rotative
1875 voit l’avènement des presses rotatives. Celles-ci vont marquer de façon décisive l’évolution technologique, l’activité et l’image de Koenig & Bauer durant les 125 années suivantes. La première rotative typo est livrée par l’entreprise au Magdeburgische Zeitung en 1876. En 1886, Wilhelm Koenig crée la rotative variable, en 1888 la première rotative quadri et peu après des machines spéciales pour imprimés luxueux en couleurs. Il s’intéresse en outre à l’impression fiduciaire, un secteur dans lequel Koenig & Bauer deviendra quelques dizaines d’années plus tard le leader du marché et chef de file technologique. De nouvelles machines feuilles et chromotypographiques viennent s’ajouter. En 1895, la 5000e presse sort des ateliers.
Wilhelm Koenig meurt en 1894, Edgar Koenig en 1897. Entretemps, Albrecht Bolza, l’un des petits-fils du fondateur, et Constantin Koenig, le plus jeune fils de Friedrich Koenig jr., ont rejoint l’entreprise. Cette troisième génération assurera la direction jusque dans les années 1920.

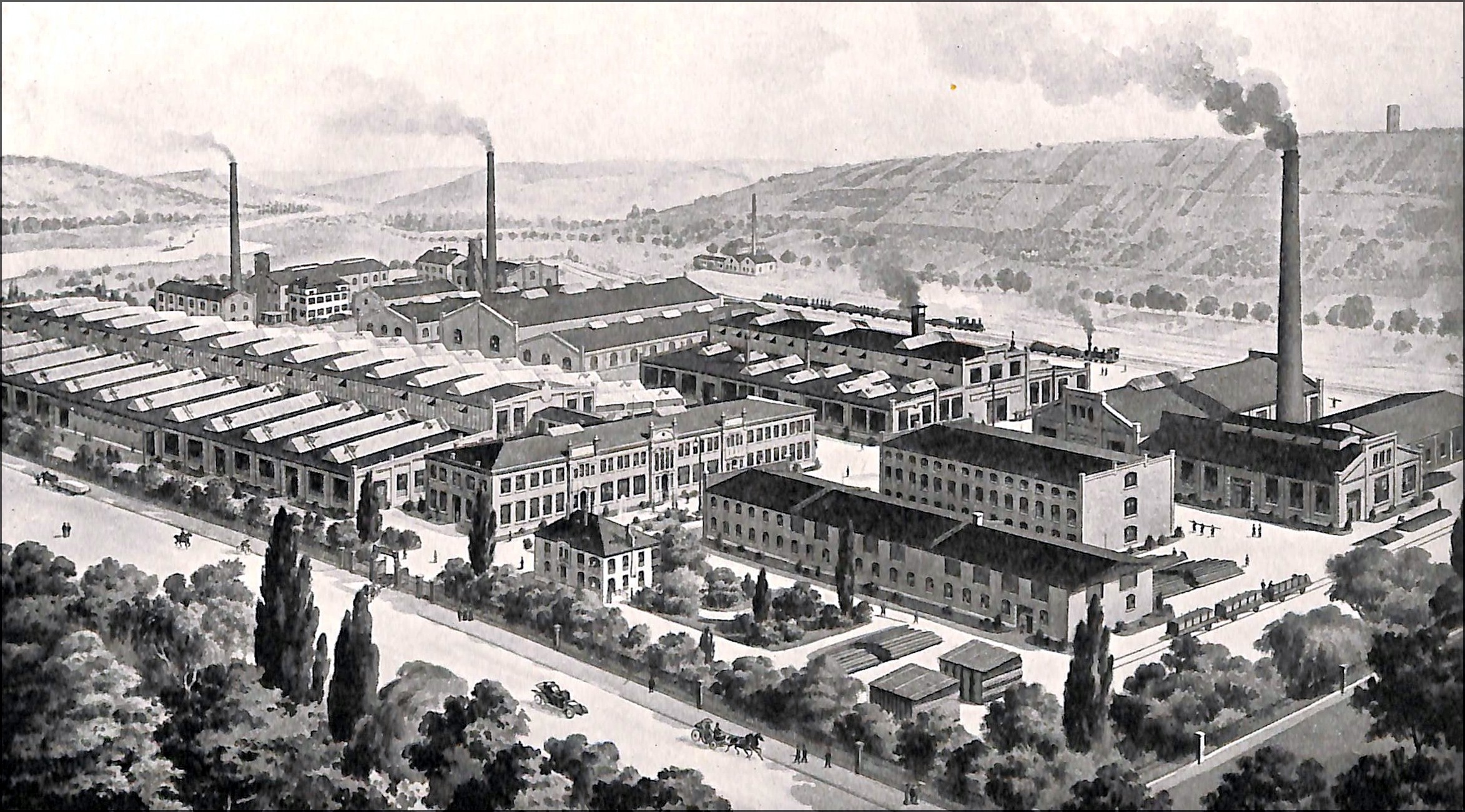
Site de production de Koenig & Bauer à Wurtzbourg (1913)

### 1900: expansion dans une nouvelle usine
En 1901, une nouvelle usine est construite sur le site actuel de la maison-mère de Wurtzbourg. Le hall de montage long de 225 mètres est à l’époque l’un des plus grands d’Allemagne. Les premières rotatives d’édition et hélio sont livrées, le développement de machines feuilles connaît des avancées décisives. Ainsi voit le jour notamment la presse quatre couleurs Iris, précurseur des presses pour impression fiduciaire. En plus des presses feuilles et rotatives, presses d’estampage et fondeuses sont expédiées dans le monde entier.

### 1914 - 1945: destruction et reconstruction
La première Guerre mondiale interrompt cet essor. Le rétablissement après-guerre des échanges avec l’étranger doit beaucoup au Dr. Hans Bolza, arrière-petit-fils de Friedrich Koenig. En 1920, il entre au directoire de l’entreprise transformée en société par actions et devient président du directoire en 1931. Une fonction qu’il exercera pendant 40 ans.
Koenig & Bauer survit à l’hyperinflation des années 1920 grâce à l’invention d’une presse à accumulation pour billets de banque en couleur. Avec la prise du pouvoir par les nazis en 1933, le commerce avec l’étranger redevient difficile. En 1934, l’entreprise se lance alors dans la fabrication de rectifieuses sans pointe qui resteront jusque dans les années 1990 au catalogue de l’usine autrichienne de Mödling ‒ deux exemples parmi beaucoup d’autres qui témoignent de la capacité d’adaptation de Koenig & Bauer.
En mars 1945, le site principal de Wurtzbourg et l’usine II dans le quartier de Grombühl sont détruits par les bombardements. En 1946, la reconstruction commence. Après la réforme monétaire de 1949, Koenig & Bauer entre dans l’ère du miracle économique allemand avec un capital initial de 4,1 millions de DM. La première nouvelle rotative de presse est livrée en 1950 à Darmstadt. 1.147 personnes ont retrouvé du travail.

### 1952: la success-story de l’impression fiduciaire
Le début de la collaboration avec l’expert en impression fiduciaire Gualtiero Giori en 1952 et l’arrivée dans l’entreprise en 1951 du Dr. Hans-Bernhard Schünemann de la famille d’éditeurs brêmois du même nom constituent des dates-clés. Le premier des plus de 250 brevets du jeune ingénieur d’études porte sur la modification de la « croix de Malte » de la presse hélio feuilles Rembrandt MT III qu’il a lui-même conçue. En 1959, le Dr. Hans Bolza adopte l’inventeur de génie entré au directoire en 1956. De 1971 à 1995, soit durant près de 25 ans, le Dr. Bolza-Schünemann restera président du directoire de Koenig & Bauer AG et sera à l’origine du groupe KBA qui voit le jour en 1990. Après l’an 2000, ses fils Albrecht (2003 - 2009) et Claus (depuis 2011) lui succèdent en tant que représentants de la sixième génération de la famille fondatrice à la tête du directoire.

### Condor et Rotafolio, deux modèles plébiscités
En dépit de la concurrence croissante de l’offset dans les années 1960 et 1970, Koenig & Bauer reste longtemps attaché à l’hélio aussi bien pour les machines feuilles que pour les rotatives. À côté des machines pour l’impression de billets de banque mises au point en collaboration avec De La Rue Giori et des lignes hélio feuilles Rembrandt, les presses à deux tours Condor et la Rotafolio pour plaques enveloppantes, fabriquée à partir de 1963 sur le site de Trennfeld construit spécialement à cet effet connaissent un grand succès.

### Rapida: l’offset feuilles hautes performances depuis 1974

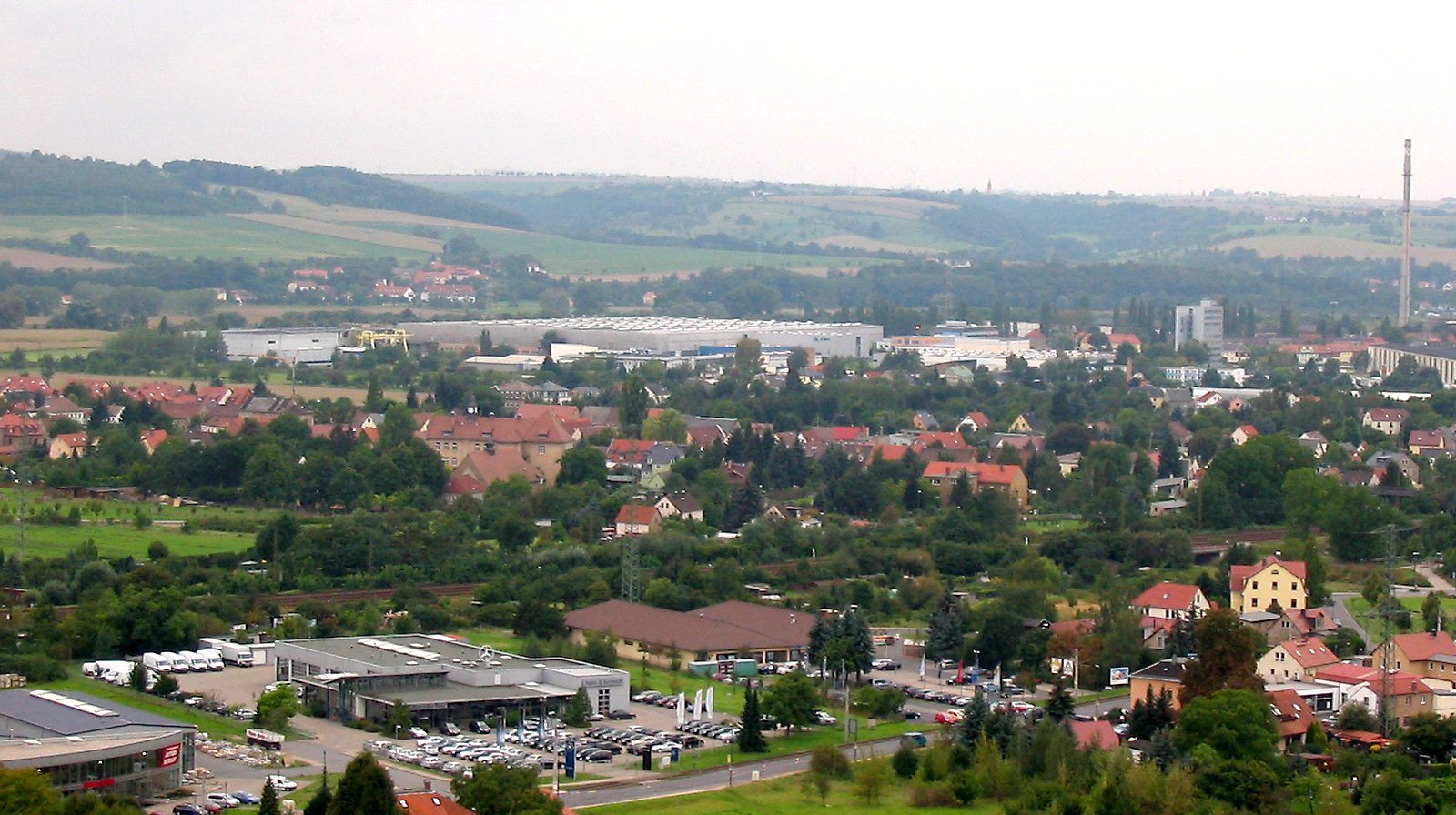
Le site de production de Koenig & Bauer à Radebeu (2008).

Parallèlement à cela, les ingénieurs de Wurtzbourg se consacrent à l’offset et présentent à la drupa 1967 la première presse offset feuilles en demi-format, la Koebau-Rapida 0. Vient ensuite en 1969 la Koebau-Rapida III en moyen format. Toutes deux atteignent une vitesse maximale de 8.000 feuilles/h. Avec 15.000 feuilles/h, la Koebau-Rapida SR III de 1974 est presque deux fois plus rapide.
Parmi les grands concurrents de l’époque de Koenig & Bauer sur le marché de l’offset feuilles se trouve l’entreprise Planeta. C’est en 1898 que Josef Hauss et Alfred Sparbert créent à Dresde leur entreprise commune appelée « Dresdner Schnellpressen-Fabrik », un petit atelier dans lequel ils construiront des machines à imprimer. Les deux partenaires inventent leur première presse qui possède un bâti solide, quatre bandes d’entraînement et quatre rouleaux toucheurs. La première machine est installée dans une imprimerie à Dresde. Rapidement l’entreprise se fait un nom et son atelier atteint ses limites. Les partenaires décident donc de construire une usine aux portes de Dresde à Brockwitz où ils vont inventer en 1901 l’entraînement planétaire qui donnera le nom Planeta à l’entreprise. 1991 Planeta est repris par le groupe Koenig & Bauer qui transfert un an plus tard sa construction de presses offset feuilles vers sa nouvelle filiale. 
C’est l’origine de la spécialisation de Radebeul dans les presses offset feuilles hautes performances qui constituent depuis des années la référence dans leurs catégories respectives, à l’instar de la Rapida 106 actuelle, avec une vitesse jusqu’à 20.000 feuilles/h, des changements de travail extrêmement rapides et jusqu’à 19 groupes d’impression et d’ennoblissement, pour le moyen format, et des gammes Rapida 145 et 164 pour le grand format. Héritières des Rapida 142 et 162 mises au point dans les années 1990 à Radebeul avec l’aide des équipes de Wurtzbourg, ces lignes très grand format très performantes ont remplacé dans bien des imprimeries les traditionnelles machines à cinq cylindres d’autres constructeurs. Le passage à une génération grand format technologiquement supérieure et son perfectionnement constant ont fait de KBA-Sheetfed il y a 20 ans le leader en grand format. Une position une nouvelle fois confortée en 2003 avec le lancement de la plus grande presse offset feuilles du monde, la Rapida 205.

### Pionnier en matière de nouveaux procédés
Que ce soit à Wurtzbourg pour les rotatives ou à Radebeul pour les presses feuilles, la recherche de solutions capables de simplifier l’impression et d’en accroître la rentabilité a toujours conduit à sortir des sentiers battus. Par exemple, avec la presse offset DI 74 Karat avec gravure directe des plaques dans la machine, mise au point conjointement avec la société israélienne Scitex Corp. en 1997, ou la Rapida 74 G, basée sur le même principe, en 2000. Toutes deux étaient équipées d’encrages courts pour l’impression sans eau. Koenig & Bauer s’est particulièrement engagé au cours des 20 dernières années en faveur de cette technologie très intéressante tant sur le plan qualitatif que du point de vue écologique.
Depuis longtemps, KBA-Sheetfed joue un rôle de pionnier – en matière de procédés innovants pour l’ennoblissement en ligne, l’impression directe sur microcannelure, impression écologique et plus récemment le séchage LED-UV – qui lui ont permis d’accéder au rang de deuxième constructeur mondial de presses offset feuilles. L’engagement sur le marché du façonnage et l’annonce de la presse feuilles numérique VariJET 106 pour la drupa 2016 ouvrent de nouvelles perspectives.

### Des solutions originales en impression rotative
À Wurtzbourg, dès les années 1960, la production est de nouveau axée sur les rotatives pour l’impression de journaux, livres et illustrations. La rotative hélio Koebau-Courier commercialisée en 1962 génère jusqu’à la fin des années 1970 la majeure partie du chiffre d’affaires. En 1974, la Koebau-Jumbo-Courier fait sensation ‒ avec une laize de 2,52 m, elle demeure à l’heure actuelle la rotative de presse la plus large du monde.
La Courier avec ses encrages longs et vis d’encrier est suivie dans les années 1980 par les Anilox-Courier et Flexo-Courier à encrages courts. De grandes lignes Anilox-Courier sont livrées au Guardian à Londres et au Neue Zürcher Zeitung à Zurich. La plus grande rotative flexo du monde à ce jour est mise en service par Koenig & Bauer à Londres en 1989.
L’ère de l’offset rotatif commence en 1969 avec la Commander. Un nom qui reste aujourd’hui encore synonyme de technologie de pointe auprès des imprimeurs de journaux. Au fil des ans, les dimensions et la complexité des rotatives en satellites, les plus courantes à l’époque, s’accroît sans cesse. Pour tenir compte de cette évolution, Wurtzbourg lance au début des années 1990 les rotatives en tours de huit Journal et Colora, auxquelles s’ajoutent bientôt les gammes simple laize Comet et Continent, avec la même architecture. Moins chères, ces machines en tours de huit permettent de conquérir de nombreux nouveaux clients et marchés à l’international, et contribuent à faire du constructeur le numéro un de l’impression de journaux.

### De nombreuses premières mondiales
En dépit de son excellent positionnement avec les rotatives conventionnelles, Wurtzbourg n’hésite pas à innover. Ainsi peut-on voir à la drupa 1995 une Anilox-Express avec changement automatique des plaques. Sur chaque exemplaire offset, les têtes jet d’encre de Scitex dans la superstructure imprimaient en numérique différentes caricatures en alternance. Dans la pratique, il fallut encore près de 18 ans jusqu’à ce que la technologie jet d’encre soit utilisée dans les rotatives offset. À la drupa 2000, Koenig & Bauer lance avec la Cortina de moins de 4 m de hauteur une nouvelle tendance, celle des rotatives de presse compactes pour des changements de tirage fréquents. La suppression des dispositifs de mouillage, la tour de huit s’ouvrant au milieu, l’entraînement direct de chaque cylindre et la conduite facilitée par le changement automatique des plaques et les élévateurs sur les tours d’impression constituaient autant de nouveautés en impression de journaux offset. Conçue selon le même principe, la Commander CT en offset humide suit en 2007. Ces deux machines font aujourd’hui encore figure d’exception sur le marché international.

### Mutation du paysage médiatique et repositionnement
Dès le début des années 1990, des bouleversements majeurs s’annoncent dans le secteur de l’impression et des médias. L’avènement du World Wide Web et du numérique fait apparaître de nouveaux concurrents. En 2008, sous l’effet conjugué de la concurrence des services en ligne et de la crise financière, le marché des machines neuves pour le labeur et l’impression de journaux s’effondre. Très vite, il apparaît que ce secteur clé traditionnel de Koenig & Bauer ne retrouvera jamais le volume des années passées et l’entreprise se lance en 2011 avec des partenaires américains dans l’impression numérique. Un an plus tard, Koenig & Bauer présente à la drupa la première rotative jet d’encre, la RotaJET 76. Aujourd’hui, les gammes RotaJET VL et les rotatives numériques T1100 S construites pour HP, les plus grandes du monde avec une laize jusqu’à 2,8 m, sont assemblées à Wurtzbourg. Grâce à cette technologie d’avenir encore jeune, Koenig & Bauer parvient à remplacer les marchés en recul par de nouveaux comme l’impression de décoration.

### Diversification précoce
Pour financer sa croissance, l’entreprise était entrée en bourse en 1985. Avec la reprise d’Albert-Frankenthal AG et l’acquisition de la majorité du capital des usines Planeta, la PME se structure en 1990/91 en un groupe réalisant un chiffre d’affaires qui dépasse 1,1 milliard de DM. Dix ans plus tard, la direction joue la carte de la diversification dans des marchés moins affectés par la mutation du monde médiatique.
L’entrée dans le giron du groupe du partenaire suisse De La Rue Giori SA de Lausanne en 2001 assure à Koenig & Bauer une position dominante en impression de billets de banque et de papiers-valeur. Le rachat de Metronic GmbH, société spécialisée dans les systèmes UV et de marquage, ouvre en 2004 un nouveau marché à fort potentiel de croissance. Avec la reprise du constructeur de machines d’impression tchèque Grafitec en 2005, le groupe dispose d’un site avec des coûts de production avantageux. L’acquisition de Bauer + Kunzi et LTG Print Systems en 2003 et 2006, qui fusionnent pour former KBA-MetalPrint GmbH, Koenig & Bauer devient le numéro un de l’impression sur métal. Enfin, le rachat en 2013 de Kammann Maschinenbau GmbH, spécialiste de l’impression sur corps creux et de Flexotecnica S.p.A., actif dans le segment de l’emballage souple, permet à Koenig & Bauer d’élargir son offre pour l’impression d’emballages.
Cette diversification précoce est l’un des atouts qui ont permis à Koenig & Bauer de surmonter mieux que ses grands concurrents les mutations structurelles qui ont accompagné la crise sectorielle. Au début des années 2000, 60 % du chiffre d’affaires généré par les ventes de machines neuves provenaient encore de marchés menacés par la concurrence en ligne. Aujourd’hui, plus de 90 % sont issus des marchés en plein essor du numérique et de l’emballage, ainsi que de l’impression de sécurité.

### Une holding axée sur la croissance
Avec le plus grand remaniement structurel de ces 20 dernières années et l’adaptation au marché de ses capacités, le plus ancien constructeur de machines d’impression du monde s’est préparé en 2014 et 2015 à relever les défis du numérique et de la mondialisation et aborde son troisième siècle d’existence avec sérénité. Parallèlement à la restructuration juridique du groupe qui a fait de Koenig & Bauer AG une holding avec des unités opérationnelles indépendantes dans les segments Sheetfed, Digital & Web et Special, Koenig & Bauer se concentre sur les marchés d’avenir rentables.

### Des techniques d’impression pour toutes les spécialités
Aujourd’hui, les techniques analogiques et numériques du groupe Koenig & Bauer permettent d’imprimer, de valoriser et d’effectuer une partie du façonnage de produits les plus divers : billets de banque, boîtes en métal, livres, brochures, présentoirs, décors, étiquettes, contenants en verre et plastique, emballages carton et film plastique, catalogues, stratifiés, magazines, pneus, câbles, smart cards, plaquettes publicitaires, journaux et bien plus encore. La quasi-totalité des procédés d’impression et d’ennoblissement courants sont proposés.
Les entreprises de Koenig & Bauer sont leaders sur de nombreux marchés. Cette diversité confère au constructeur une expertise unique au service de l’innovation, des nouvelles applications et de la création de nouveaux partenariats à l’instar de ceux que le groupe a noué ces dernières années dans le domaine très prometteur de l’impression numérique.

### Une tradition d’innovation
Entre la première presse à cylindre du fondateur de notre entreprise en 1812 et la première presse numérique présentée à la drupa 2012, 200 ans se sont écoulés. Seuls quelques-uns des nombreux évènements marquants, tant du point de vue de la technologie que de l’entreprise, qui ont eu lieu au cours de cette longue période, peuvent être évoqués ici. L’histoire de Koenig & Bauer est celle de personnalités hors normes, de machines fascinantes et d’idées originales. Des générations de dirigeants d’entreprise visionnaires, de collaborateurs passionnés et de clients ambitieux y ont contribué. Ce sont eux qui nous encouragent à poursuivre sur la voie de l’innovation.

## Produits[4]
Koenig & Bauer convainc dans de nombreux segments de marché, tels que l’offset feuilles, les rotatives de presse et de labeur, l’impression de billets de banque, l’impression flexo ou encore la décoration de verre et de métal. 

### Koenig & Bauer Sheetfed
Avec sa large gamme de produits offset feuilles, qui couvre les segments du demi-format jusqu'au super grand format, Koenig & Bauer Sheetfed s'adresse à  la fois aux imprimeurs commerciaux et aux fabricants d'emballages en papier ou carton. 
- Demi-format : Rapida 75PRO, Rapida 76
- Moyen format : Rapida 105, Rapida 105PRO, Rapida 106
- Grand format : Rapida 145, Rapida 164
- Super grand format : Rapida 185, Rapida 205

Dans chacune de ces catégories, les presses Rapida sont la référence du marché en termes de productivité, de flexibilité et de rentabilité. En impression grand format comme en packaging, elles sont même reconnues leader du marché. Depuis toujours, Koenig & Bauer Sheetfed jouit d'une excellente réputation grâce à ses solutions innovantes en matière d'impression et d'ennoblissement, ses prouesses techniques hors pair et des configurations uniques permettant de répondre à des demandes hors du commun.
Au-delà des presses offset feuilles, Koenig & Bauer Sheetfed commercialise du matériel de façonnage. 
- Découpe rotative : Rapida RDC106
- Découpes à plat : Ipress 106, Ipress 106K, Optima 106, Optima 106K, Ipress 144, Ipress 144K

### Koenig & Bauer Digital & Web
Basé à Wurtzbourg, l'entité Koenig & Bauer Digital & Webfed développe, commercialise et entretien des rotatives taillées sur mesure pour l'impression offset ou numérique. Au-delà d'applications classiques telles que l'impression de livres, l'édition de magazines et les travaux semi-commerciaux, Koenig & Bauer Digital & Webfed opère avec succès sur de nouveaux marchés à l'exemple de l'impression numérique de papiers de décoration destinés à la fabrication de sols stratifiés, lambris ou plans de travail. 
- Rotatives offset pour le segment commercial : C16, C32-C80, C48 SG-C56 SG
- Rotatives offset pour les éditeurs de journaux : Continent, Commander CL, Commander CT, Comet, Cortina
- Rotatives numériques : RotaJET L, RotaJET VL

### Koenig & Bauer Flexotecnica
L'entreprise italienne Koenig & Bauer Flexotecnica développe des rotatives flexo ultra-modernes destinées aux fabricants d'emballages souples.
- Rotatives flexo : EVO XD, EVO XD s/n, EVO XG

### Solutions spéciales
- Impression sur métal
- Décoration de flacons en verre & contenants creux
- Marquage
- Impression fiduciaire